# ماسوسو زيمبا
ماسوسو زيمبا (بالإنجليزية: Masauso Zimba)‏ هو لاعب كرة قدم زامبي، ولد في 11 يونيو 1992 في لوانشيا.

## وصلات خارجية
- ماسوسو زيمبا على موقع قاعدة بيانات كرة القدم.إي يو (الإنجليزية)